# Varsói Egyetem

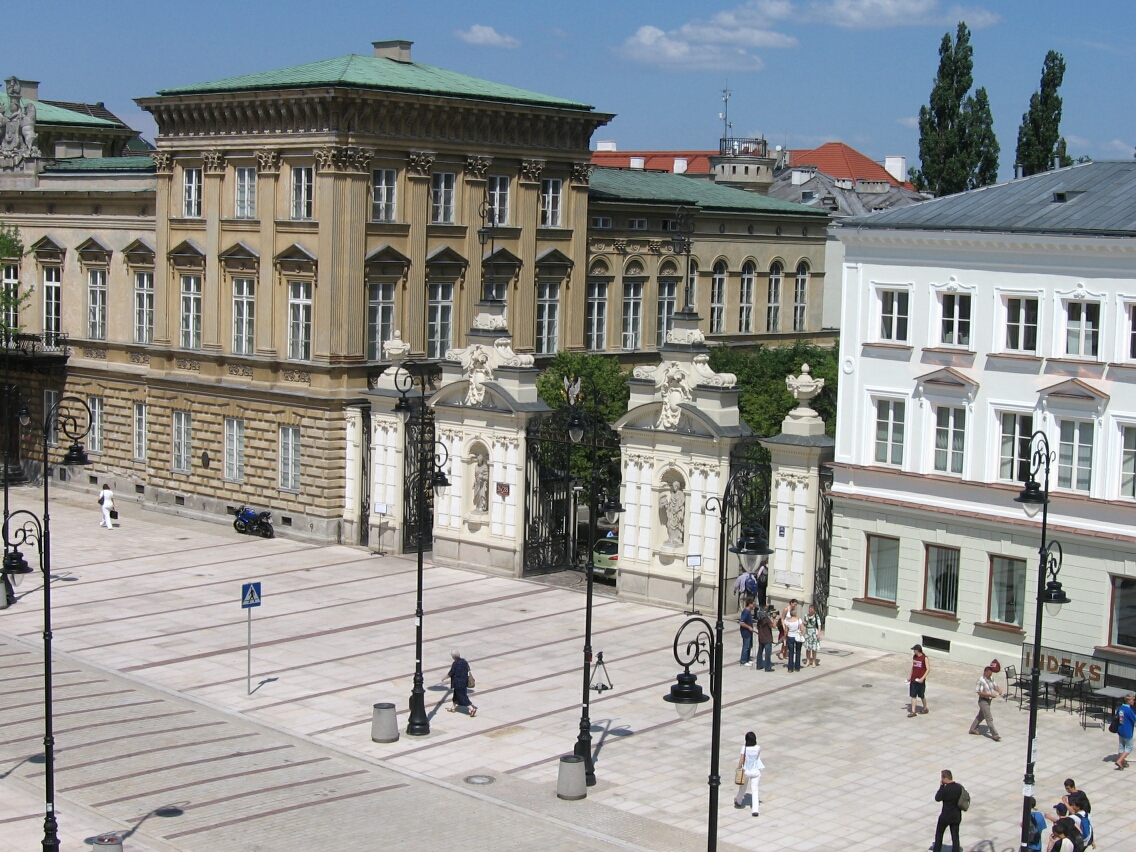
Az egyetem főbejárata az ún. Krakkói külvárosban

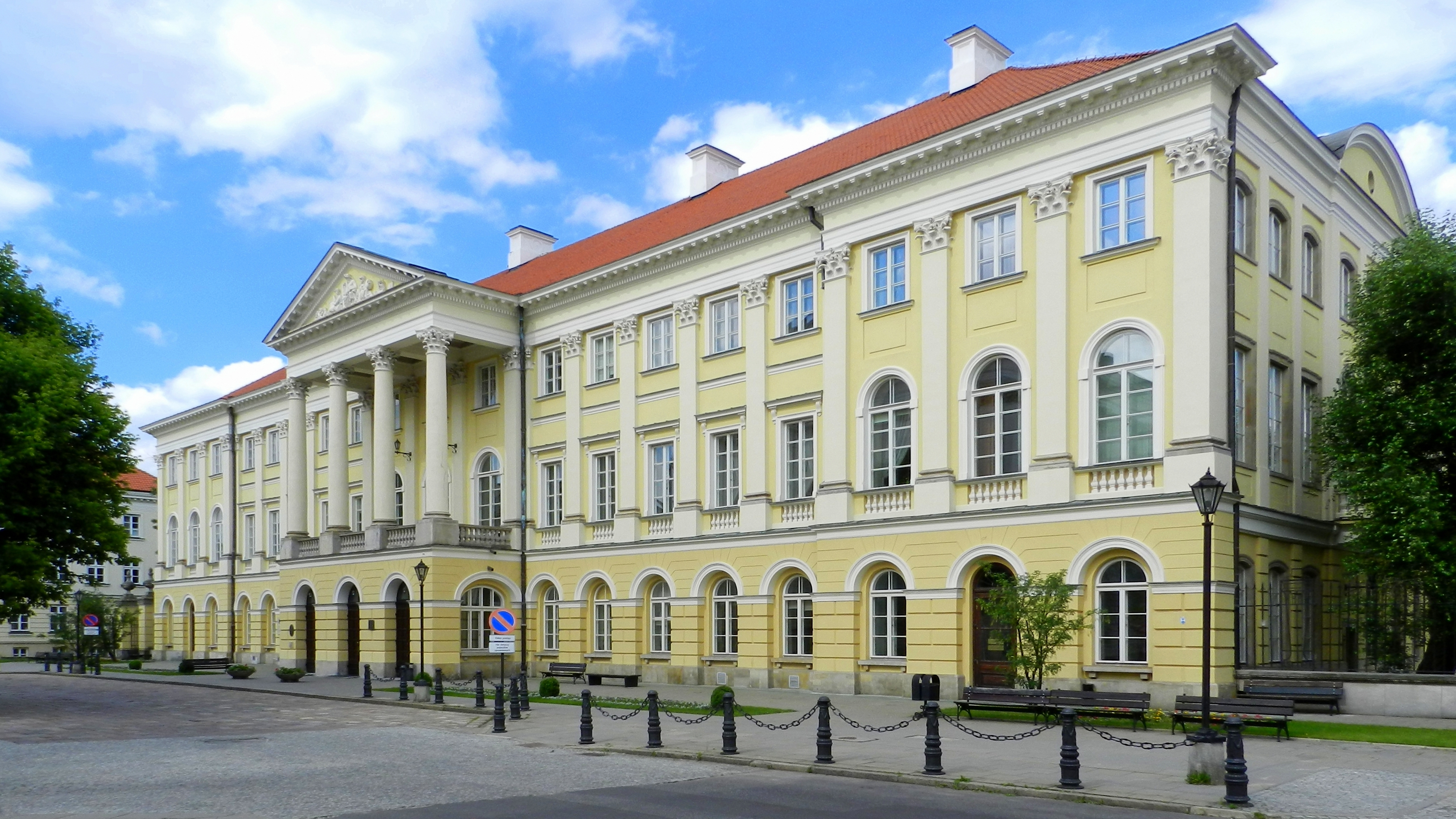
Az egyetem Kazimierz-palotája a varsói Királyi út része

Varsói Egyetem (lengyelül: Uniwersytet Warszawski, latinul: Universitas Varsoviensis) állami egyetem a lengyel fővárosban, Varsóban, csaknem 43 000 hallgatójával Lengyelország legnagyobb egyeteme.

## Története
1816. november 19-én Stanisław Kostka Potocki és Stanisław Staszic kezdeményezésére I. Sándor orosz cár, lengyel király Varsói Királyi Egyetem néven alapította, jogi és igazgatási, orvosi, filozófiai, teológiai és zenei karokkal (ez utóbbiban tanult 1826 és 1829 között Frédéric Chopin). Ezt megelőzte a varsói jogi iskola és a varsói orvostudományi iskola egyesítése. Az egyetemi épületeket az egykori Lovagi Akadémia és a Kazimierz-palota helyén emelték.
1831-ben az egyetemet a novemberi felkelés kudarca után bezárták, és 1857-ben az Orvosi és Sebészeti Akadémia néven részben újra megnyitották. 1862-ben új jogi és igazgatási, filozófiai és történelmi, valamint matematikai és fizikai karok nyíltak meg. Ezek kibővítése után Józef Mianowski lett az egyetem rektora. 1863-ban az egyetemet ismét bezárták, miután a januári felkelés kudarcot vallott. Az egyetemet 1870-ben nyitották meg mint varsói császári egyetemet orosz tanítási nyelvvel.
1915-ben, az első világháború idején a varsói egyetemet német katonai igazgatás alatt nyitották meg újra, Hans von Beseler tábornok, főkormányzó irányítása alatt, 1869 óta először ismét lengyel tanítási nyelvvel. 1935 és 1939 között az egyetem a varsói Józef Piłsudski Egyetem nevet kapta (lengyelül Uniwersytet Józefa Piłsudskiego w Warszawie) Józef Piłsudski lengyel marsall emlékére. 1939-től 1944-ig, a második világháborúban Lengyelország német megszállása alatt a lengyel földalatti államban működő Varsói Titkos Egyetemet (lengyelül Tajny Uniwersytet Warszawski).
1945-ben az egyetem jelenlegi nevét (Uniwersytet Warszawski). 1968-ban hallgatói tiltakozások voltak az egyetemen, amelyeket a márciusi zavargások követtek országszerte. 1980 és 1989 között az egyetemi hallgatói mozgalmak a berlini fal leomlása előtti lengyelországi politikai változások fő tényezői voltak.

## Kampusza
A Varsói Egyetem egy klasszikus kampuszegyetem, amely a varsói Királyi út mentén több városrészre kiterjed. A főépület a barokk Kazimierz-palota, amelyben az egyetem rektorátusa van. Az egyetem területén számos klasszicista műemlék található.
A Kazimierz-palotától délre fekvő Polonisztikai Intézet épületét 1820-ban klasszicista stílusban építették, Antoni Sulimowski neoreneszánsz stílusban, 1862-ben átépítette. A második világháborús pusztítás után 1952-ben ismét újjáépítették. Auditóriumok, vegyi laboratóriumok és egy ásványtani kabinet volt. A 21. században már egyetemi menza is működik benne. Az információs központ a Polonistika épületének tükörképe, amelyet Sulimowski 1860-ban újjáépített. Egy laboratóriumnak és két középiskolának ad otthont.
A Történeti Intézet épületét és annak tükörképét 1818 és 1820 között építették Michał Kado tervei alapján, szigorú klasszicista stílusban. Belül oszlopos terem található ismert szobrok gipszmásolatával. Ebben az épületben sokáig működött az egyetemi múzeum, valamint a festészeti és szobrászati intézet. A központi iskola épületét 1840-ben és 1841-ben Antonio Corazzi építette a reálgimnázium számára, majd később a rektorhelyettes székhelyeként szolgált. 1860-ban újjáépítették az előadókat, az akadémiai tanácstermet, irodákat és a professzorok könyvtárát.
Az Auditorium maximum Franciszek Eychorn tervei alapján készült, és neoklasszicizmusban készült. A második világháborúban történt megsemmisülésése után 1951 és 1955 között eredeti stílusban Wojciech Onitzch, Marian Sulikowski és Andrzej Uniejewski építette újjá.
A Szent Rókus-kórházat 1707-ben alapította Bartłomiej Terle, a Szent Kereszt-templom papja a Szent Testvériség számára a Szent Rókust a Szent Kereszt-templomban építtette. 1749-ben Jakub Fontana kibővítette a kórházat, újjáépítette a belső udvart, és megépítette a kápolnát. A komplexumot később neoreneszánsz stílusban újjáépítették. A német Wehrmacht pusztította el a második világháborúban, 1947 és 1949 között rekonstruálták.
Tekla Rapacka házát 1850 előtt építették. Az egyetem címerével ellátott öntöttvas kaput, amelyet a lengyel kongresszus címeréről mintáztak, Stefan Szyller tervezte, 1910-ben. A kapu egyben az egyetemi kampusz főbejárata is.

### Régi egyetemi könyvtár
A régi egyetemi könyvtár épületét 19. század végén újították fel. A században Antoni Jabłoński-Jasieńczyk és Stefan Szyller emelték a Kazimierz-palota neoreneszánsz stílusú palota helyén. Hipolit Marczewski készítette az épületen a szoborcsoportot. 1894-ben ide költözött a könyvtár, amely 1817 óta a Kazimierz-palotában volt. Már 1831-ben a novemberi felkelés után a könyvtárat orosz katonák kifosztották, és mintegy 90 000 művet vittek Szentpétervárra. Amikor 1915-ben Varsót az orosz hadsereg kiürítette, a leltár, az archívum és a könyvtár nagy részét magukkal vitték.
1939-ben a német Wehrmacht kifosztotta a rajztárat, és 1944-ben nyolc évszázadból mintegy 4000 kéziratot égetett el. A német megszállás alatt a könyvtár részt vett az illegális „repülő” földalatti egyetemi műveletekben.

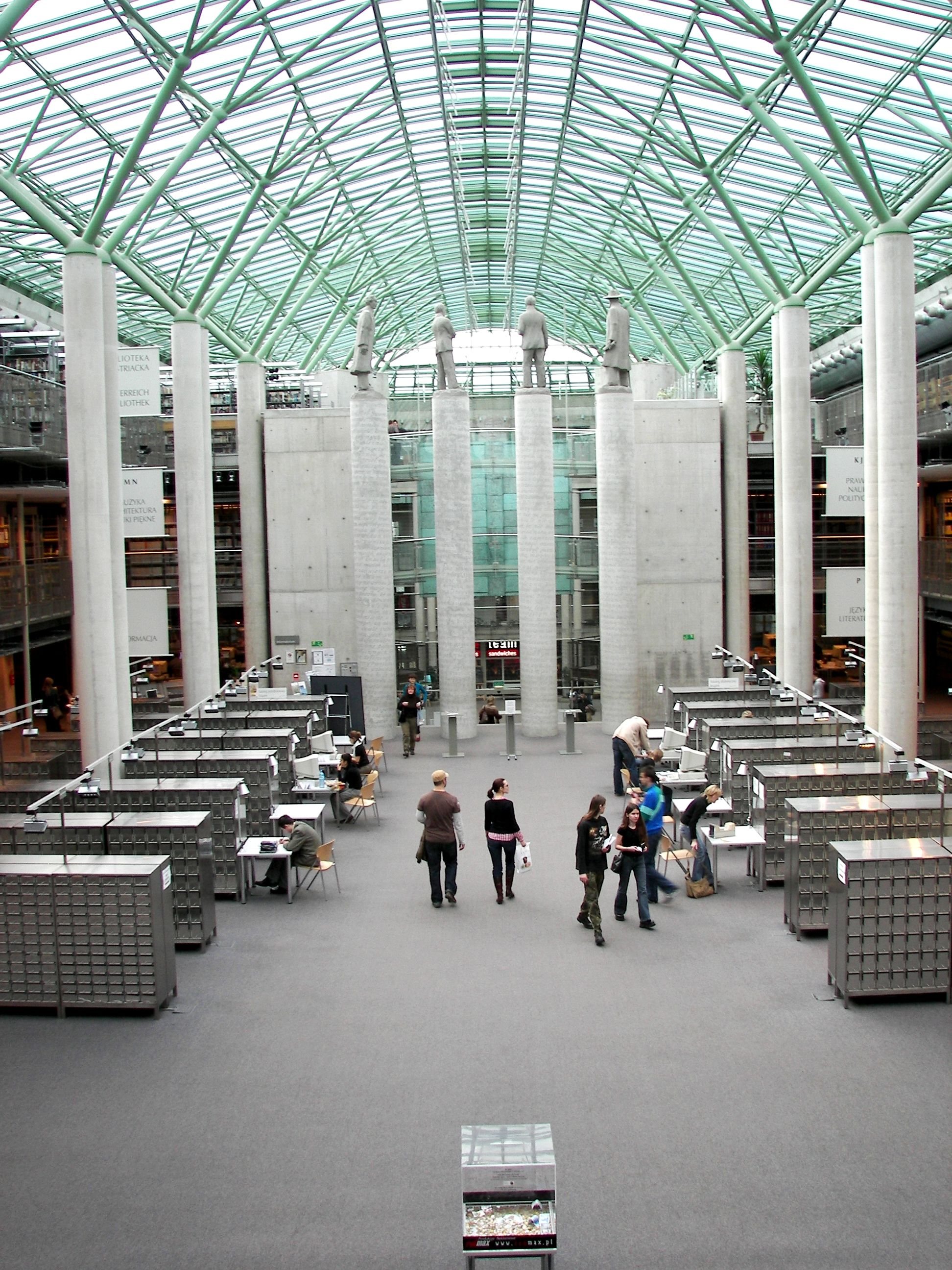
A Varsói Egyetemi Könyvtár belső képe
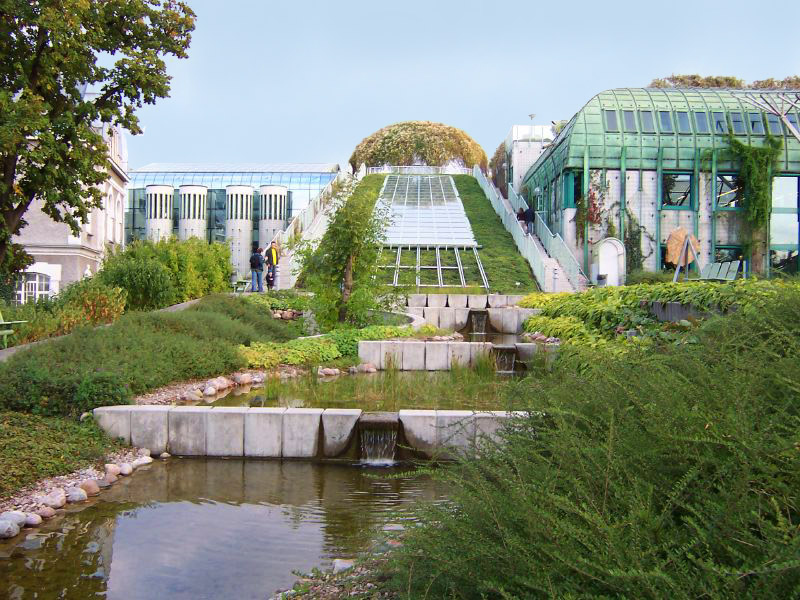
A Varsói Egyetemi Könyvtár kertje
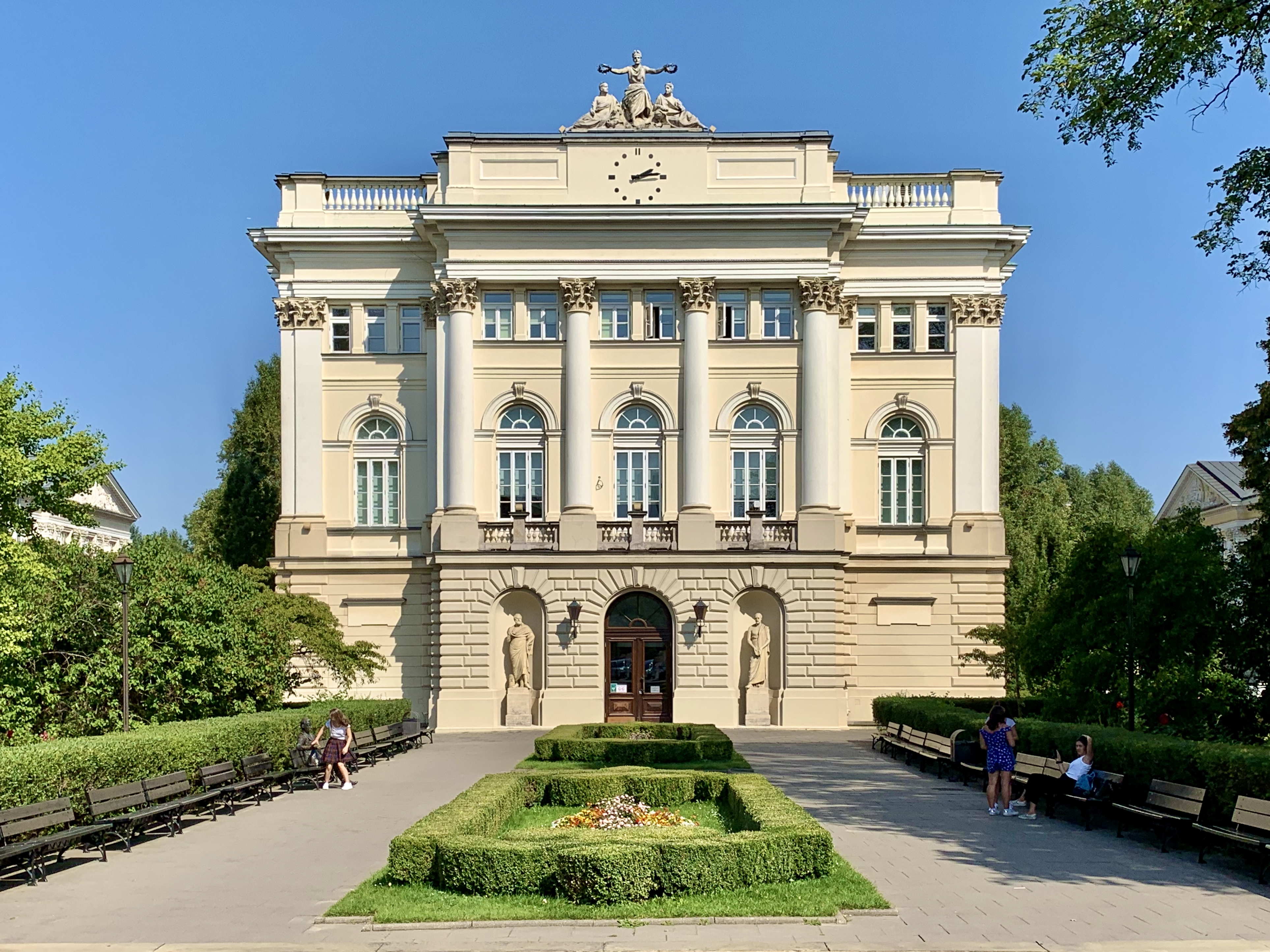
A Régi könyvtár
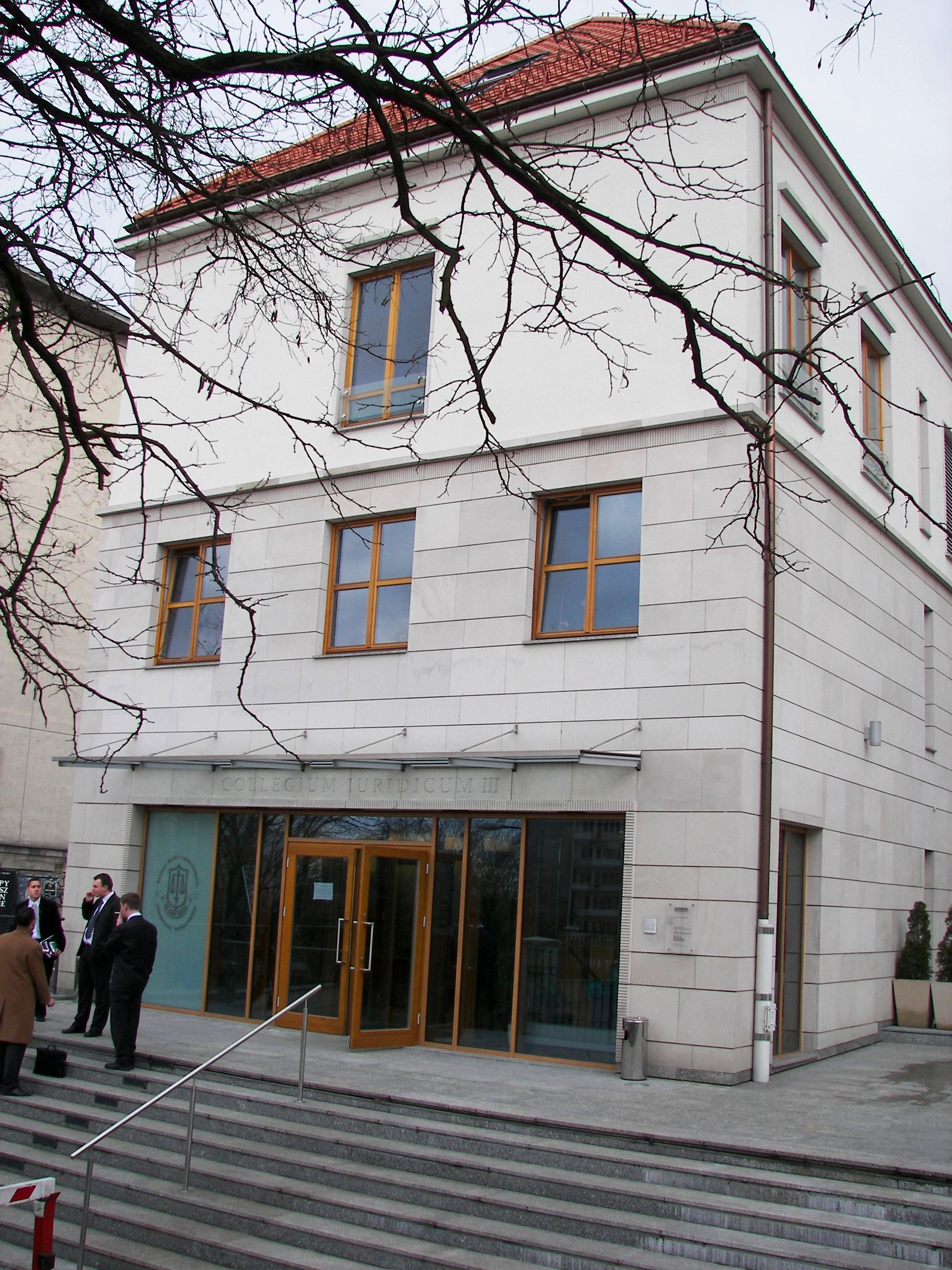
Collegium Juridicum III

### Új egyetemi könyvtár
1999-ben a könyvtár a Powiśle kerületben található Új Egyetemi Könyvtár modern épületébe költözött, amelynek mára több mint négymillió kötete van. A régi egyetemi épületet 2006-ra helyreállították. Az új épületen zöldtető található, kertekkel és facsoportokkal, valamint panorámás kilátással Varsó belvárosára.

## A diáksztrájk képei, 1988

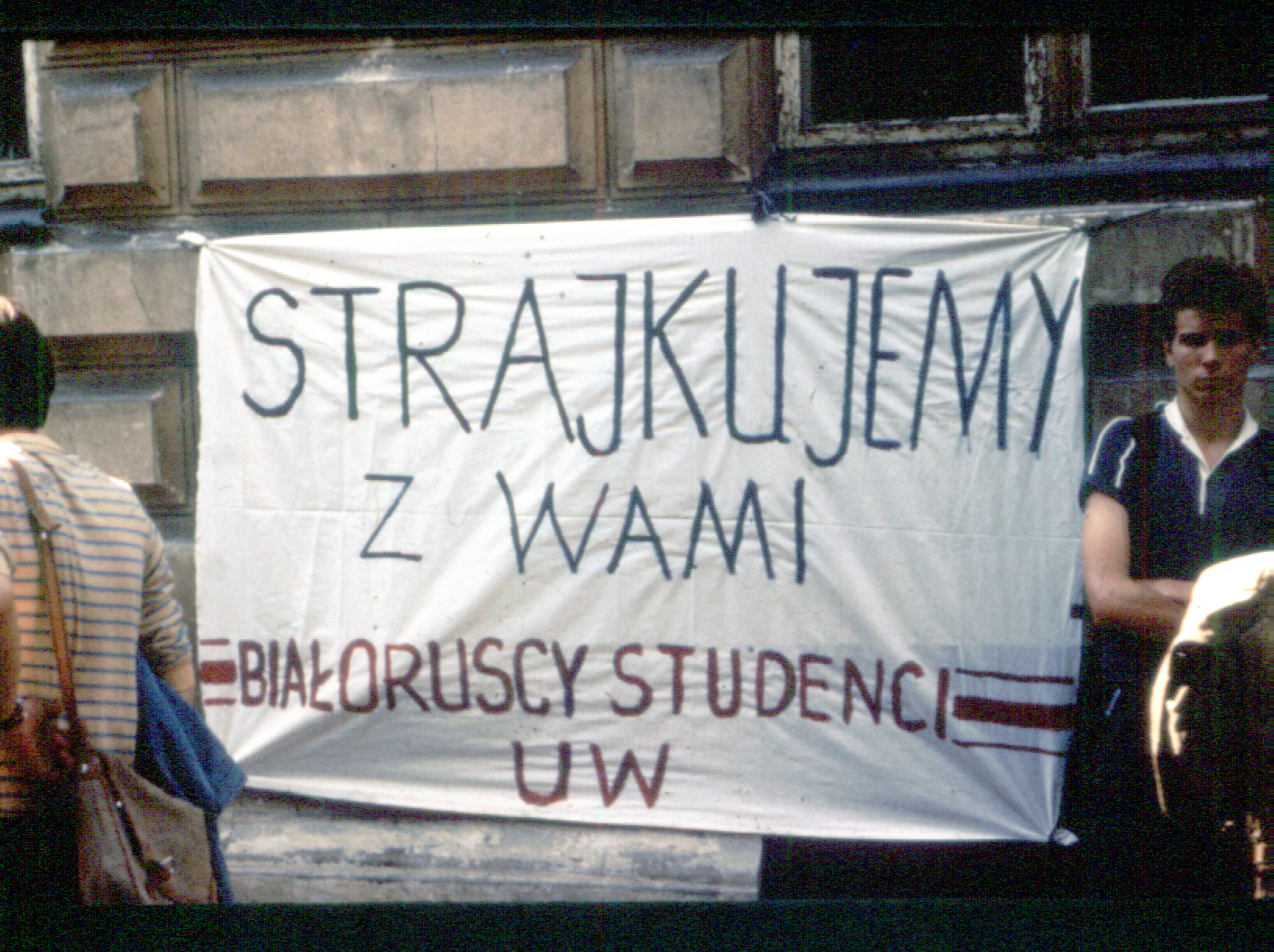
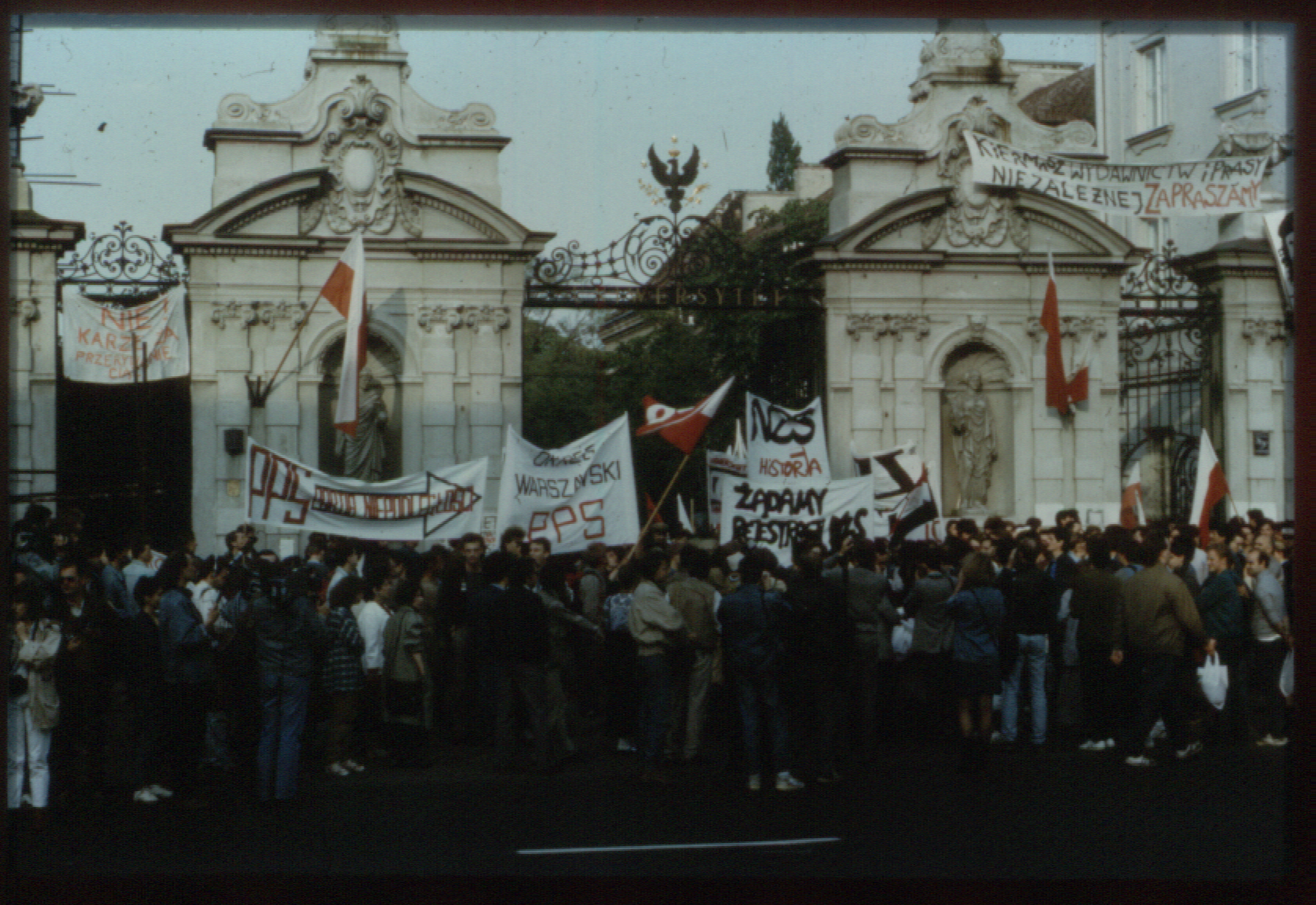

## Karok
A 21. században az egyetem a következő 19 karból áll:
| - Alkalmazott nyelvészet és szláv tanulmányok - Alkalmazott társadalomtudományok - biológia - kémia - Neveléstudomány - földrajz - geológia | - történelem - Újságírás és politológia - menedzsment - Matematika, informatika és gépészet - Új filológia | - Keleti tanulmányok - Filozófia és szociológia - fizika - Polonisztika - pszichológia - Jog és igazgatás - Közgazdaságtan |

A további létesítmények közé tartozik a Régészeti Kutatóközpont (NOVAE), a Környezettudományi Központ, az Európai Kérdések Központja, a Bölcsészettudományi Interdiszciplináris Tanulmányok Központja, az Idegennyelvi tanulmányok Központja, a Nyílt és Multimédia Oktatási Központ és a Klasszikus Tanulmányok Központja, a Hagyományok Ápolása Lengyelországban és Kelet-Közép-Európában.
A Varsói Egyetem Nehézionos Laboratóriuma (ŚLCJ, Środowiskowe Laboratorium Ciężkich Jonów) 1993 óta egy Közép-Európában egyedülálló izokrón ciklotront működtet, amely képes akár xenon ionokat is felgyorsítani 10 A MeV energiára (Kmax=160).
A létesítmények magukban foglalják a Tanári és Európai Tanulmányok Idegen Nyelvi Központját az angol, a francia és a német tanszékkel, az Amerikai Tanulmányok Intézetét, valamint két interdiszciplináris központot a viselkedésgenetika és matematika, valamint a számítógépes szimuláció területén.

## Személyiségek
- Ignacy Maurycy Judt (1875–1923) radiológus és etnológus
- Divéky Adorján (1880–1965) történész, egyetemi tanár, az MTA levelező tagja, a Varsói Magyar Intézet igazgatója
- Stanisław Lorentz (1899–1991) muzeológus (hallgató, későbbi professzor)

## Fordítás
Ez a szócikk részben vagy egészben  az   Universität Warschau című német Wikipédia-szócikk ezen változatának fordításán alapul.  Az eredeti cikk szerkesztőit annak laptörténete sorolja fel. Ez a jelzés csupán a megfogalmazás eredetét és a szerzői jogokat jelzi, nem szolgál a cikkben szereplő információk forrásmegjelöléseként.